# La Mancellière-sur-Vire
La Mancellière-sur-Vire är en kommun i departementet Manche i regionen Normandie i norra Frankrike. Kommunen ligger i kantonen Canisy som tillhör arrondissementet Saint-Lô. År 2018 hade La Mancellière-sur-Vire 519 invånare.

## Befolkningsutveckling
Antalet invånare i kommunen La Mancellière-sur-Vire
| Referens: INSEE |